# Darcy Kuemper
Darcy Kuemper (* 5. května 1990, Saskatoon, Saskatchewan) je kanadský hokejový brankář hrající za tým Los Angeles Kings v NHL. Ve vstupním draftu 2009 si jej jako 161. celkově v 6. kole vybral tým Minnesota Wild. Kuemper vyhrál v roce 2022 s Coloradem Stanley Cup.

## Ocenění a úspěchy
- 2010 WHL – Druhý východní All-Star Tým
- 2011 WHL – První východní All-Star Tým
- 2011 WHL – Nejnižší průměr inkasovaných branek
- 2011 WHL – Nejúspěšnější brankář
- 2011 WHL – Four Broncos Memorial Trophy
- 2011 WHL – Del Wilson Trophy
- 2011 CHL – CHL Goaltender of the Year
- 2012 AHL – Nováček prosince 2011
- 2020 NHL – All-Star Game (nenastoupil kvůli zranění)

## Prvenství
- Debut v NHL - 12. února 2013 (Vancouver Canucks proti Minnesota Wild)
- První inkasovaný gól v NHL - 12. února 2013 (Vancouver Canucks proti Minnesota Wild, kanadským obráncem Kevin Bieksa)
- První vychytaná nula v NHL - 12. ledna 2014 (Nashville Predators proti Minnesota Wild)

## Statistiky

### Klubové statistiky
| 2008/09     | Red Deer Rebels     | WHL         | 55  | 21  | 25  | 3167  | 156 | 3  | 89.80 | 2.96 | —  | —  | —  | —     | —  | — | —      | —    |
| 2009/10     | Red Deer Rebels     | WHL         | 61  | 28  | 23  | 3234  | 147 | 3  | 90.80 | 2.73 | 2  | 0  | 2  | 61    | 6  | 0 | 80.60  | 5.86 |
| 2009/10     | Houston Aeros       | AHL         | 4   | 2   | 1   | 199   | 8   | 0  | 88.60 | 2.41 | —  | —  | —  | —     | —  | — | —      | —    |
| 2010/11     | Red Deer Rebels     | WHL         | 62  | 45  | 12  | 3685  | 114 | 13 | 93.30 | 1.86 | 7  | 4  | 3  | 403   | 19 | 0 | 89.60  | 2.83 |
| 2011/12     | Ontario Reign       | ECHL        | 8   | 7   | 1   | 484   | 14  | 0  | 94.10 | 1.74 | —  | —  | —  | —     | —  | — | —      | —    |
| 2011/12     | Houston Aeros       | AHL         | 19  | 6   | 6   | 1070  | 42  | 1  | 92.30 | 2.36 | —  | —  | —  | —     | —  | — | —      | —    |
| 2012/13     | Houston Aeros       | AHL         | 21  | 13  | 8   | 1210  | 38  | 4  | 93.40 | 1.88 | 2  | 1  | 1  | 119   | 3  | 1 | 95.70  | 1.51 |
| 2012/13     | Orlando Solar Bears | ECHL        | 3   | 0   | 2   | 184   | 8   | 0  | 92.90 | 2.61 | —  | —  | —  | —     | —  | — | —      | —    |
| 2012/13     | Minnesota Wild      | NHL         | 6   | 1   | 2   | 288   | 10  | 0  | 91.60 | 2.08 | 2  | 0  | 0  | 73    | 4  | 0 | 87.90  | 3.29 |
| 2013/14     | Iowa Wild           | AHL         | 17  | 7   | 10  | 997   | 41  | 1  | 92.90 | 2.47 | —  | —  | —  | —     | —  | — | —      | —    |
| 2013/14     | Minnesota Wild      | NHL         | 26  | 12  | 8   | 1480  | 60  | 2  | 91.50 | 2.43 | 6  | 3  | 1  | 325   | 11 | 1 | 91.30  | 2.03 |
| 2014/15     | Minnesota Wild      | NHL         | 31  | 14  | 12  | 1569  | 68  | 3  | 90.50 | 2.60 | 1  | 0  | 0  | 23    | 0  | 0 | 100.00 | 0.00 |
| 2014/15     | Iowa Wild           | AHL         | 5   | 2   | 3   | 279   | 15  | 1  | 89.10 | 3.22 | —  | —  | —  | —     | —  | — | —      | —    |
| 2015/16     | Minnesota Wild      | NHL         | 21  | 6   | 7   | 1064  | 43  | 2  | 91.50 | 2.43 | —  | —  | —  | —     | —  | — | —      | —    |
| 2016/17     | Minnesota Wild      | NHL         | 18  | 8   | 5   | 1054  | 55  | 0  | 90.20 | 3.13 | —  | —  | —  | —     | —  | — | —      | —    |
| 2017/18     | Los Angeles Kings   | NHL         | 19  | 10  | 1   | 1000  | 35  | 3  | 93.20 | 2.10 | —  | —  | —  | —     | —  | — | —      | —    |
| 2017/18     | Arizona Coyotes     | NHL         | 10  | 2   | 6   | 597   | 32  | 1  | 89.90 | 3.22 | —  | —  | —  | —     | —  | — | —      | —    |
| 2018/19     | Arizona Coyotes     | NHL         | 55  | 27  | 20  | 3252  | 126 | 5  | 92.50 | 2.33 | —  | —  | —  | —     | —  | — | —      | —    |
| 2019/20     | Arizona Coyotes     | NHL         | 29  | 16  | 11  | 1754  | 65  | 2  | 92.80 | 2.22 | 9  | 4  | 5  | 502   | 29 | 0 | 91.30  | 3.47 |
| 2019/20     | Tucson Roadrunners  | AHL         | 1   | 0   | 1   | 59    | 2   | 0  | 92.90 | 2.05 | —  | —  | —  | —     | —  | — | —      | —    |
| 2020/21     | Arizona Coyotes     | NHL         | 27  | 10  | 11  | 1547  | 66  | 2  | 90.70 | 2.56 | —  | —  | —  | —     | —  | — | —      | —    |
| 2021/22     | Colorado Avalanche  | NHL         | 57  | 37  | 12  | 3259  | 138 | 5  | 92.10 | 2.54 | 16 | 10 | 4  | 887   | 38 | 1 | 90.20  | 2.57 |
| 2022/23     | Washington Capitals | NHL         | 57  | 22  | 26  | 3224  | 154 | 5  | 90.90 | 2.87 | —  | —  | —  | —     | —  | — | —      | —    |
| 2023/24     | Washington Capitals | NHL         | 33  | 13  | 14  | 1867  | 103 | 1  | 89.00 | 3.31 | —  | —  | —  | —     | —  | — | —      | —    |
| NHL celkově | NHL celkově         | NHL celkově | 389 | 178 | 135 | 21950 | 955 | 31 | 91.40 | 2.61 | 34 | 17 | 10 | 1 811 | 82 | 2 | 90.80  | 2.72 |

### Reprezentace
| Rok                       | Tým                       | Soutěž                    |    | Z | V | P   | Čas | OG | ČK    | Úsp% | POG |
| ------------------------- | ------------------------- | ------------------------- | -- | - | - | --- | --- | -- | ----- | ---- | --- |
| 2018                      | Kanada                    | MS                        | 7  | 3 | 2 | 363 | 15  | 1  | 86.70 | 2.48 |     |
| 2021                      | Kanada                    | MS                        | 8  | 5 | 2 | 470 | 17  | 0  | 91.60 | 2.17 |     |
| Seniroská kariéra celkově | Seniroská kariéra celkově | Seniroská kariéra celkově | 15 | 8 | 4 | 833 | 32  | 1  | 89.20 | 2.33 |     |